# Großer Preis von Malaysia (Motorrad)
Der Große Preis von Malaysia für Motorräder ist ein Motorrad-Rennen, das seit 1991 ausgetragen wird und seitdem zur Motorrad-Weltmeisterschaft zählt.
Das Rennen fand bis 1997 in Shah Alam, danach 1998 in Johor statt und wird seit 1999 in Sepang ausgetragen.

Shah Alam Circuit
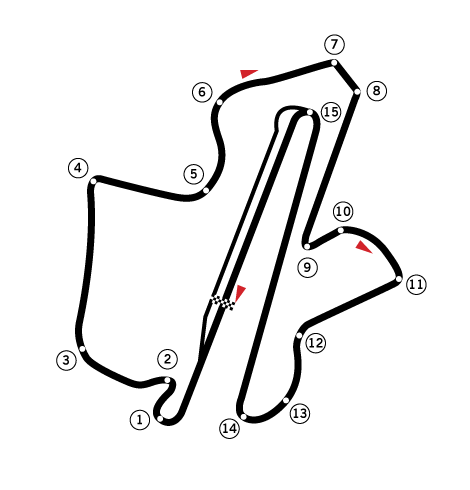
Sepang International Circuit

## Statistik
| Auflage | Jahr | Strecke   | Klasse                                | Sieger                                                                                | Zweiter                                                                               | Dritter                                                                               | Pole-Position                                                                         | Schn. Rennrunde                                                                       |
| ------- | ---- | --------- | ------------------------------------- | ------------------------------------------------------------------------------------- | ------------------------------------------------------------------------------------- | ------------------------------------------------------------------------------------- | ------------------------------------------------------------------------------------- | ------------------------------------------------------------------------------------- |
| 1       | 1991 | Shah Alam | 125 cm³                               | Loris Capirossi (Honda)                                                               | Kazuto Sakata (Honda)                                                                 | Noboyuki Wakai (Honda)                                                                | Kazuto Sakata (Honda)                                                                 | Noboyuki Wakai (Honda)                                                                |
| 1       | 1991 | Shah Alam | 250 cm³                               | Luca Cadalora (Honda)                                                                 | Carlos Cardús (Honda)                                                                 | Helmut Bradl (Honda)                                                                  | Carlos Cardús (Honda)                                                                 | Luca Cadalora (Honda)                                                                 |
| 1       | 1991 | Shah Alam | 500 cm³                               | John Kocinski (Yamaha)                                                                | Wayne Gardner (Honda)                                                                 | Mick Doohan (Honda)                                                                   | John Kocinski (Yamaha)                                                                | John Kocinski (Yamaha)                                                                |
|         |      |           |                                       |                                                                                       |                                                                                       |                                                                                       |                                                                                       |                                                                                       |
| 2       | 1992 | Shah Alam | 125 cm³                               | Alessandro Gramigni (Aprilia)                                                         | Bruno Casanova (Aprilia)                                                              | Ralf Waldmann (Honda)                                                                 | Alessandro Gramigni (Aprilia)                                                         | Ralf Waldmann (Honda)                                                                 |
| 2       | 1992 | Shah Alam | 250 cm³                               | Luca Cadalora (Honda)                                                                 | Alberto Puig (Aprilia)                                                                | Pierfrancesco Chili (Aprilia)                                                         | Pierfrancesco Chili (Aprilia)                                                         | Luca Cadalora (Honda)                                                                 |
| 2       | 1992 | Shah Alam | 500 cm³                               | Mick Doohan (Honda)                                                                   | Wayne Rainey (Yamaha)                                                                 | Àlex Crivillé (Honda)                                                                 | Mick Doohan (Honda)                                                                   | Wayne Rainey (Yamaha)                                                                 |
|         |      |           |                                       |                                                                                       |                                                                                       |                                                                                       |                                                                                       |                                                                                       |
| 3       | 1993 | Shah Alam | 125 cm³                               | Dirk Raudies (Honda)                                                                  | Kazuto Sakata (Honda)                                                                 | Takeshi Tsujimura (Honda)                                                             | Dirk Raudies (Honda)                                                                  | Dirk Raudies (Honda)                                                                  |
| 3       | 1993 | Shah Alam | 250 cm³                               | Nobuatsu Aoki (Honda)                                                                 | Tetsuya Harada (Yamaha)                                                               | Tadayuki Okada (Honda)                                                                | Loris Capirossi (Honda)                                                               | Nobuatsu Aoki (Honda)                                                                 |
| 3       | 1993 | Shah Alam | 500 cm³                               | Wayne Rainey (Yamaha)                                                                 | Daryl Beattie (Honda)                                                                 | Kevin Schwantz (Suzuki)                                                               | Kevin Schwantz (Suzuki)                                                               | Wayne Rainey (Yamaha)                                                                 |
|         |      |           |                                       |                                                                                       |                                                                                       |                                                                                       |                                                                                       |                                                                                       |
| 4       | 1994 | Shah Alam | 125 cm³                               | Noboru Ueda (Honda)                                                                   | Kazuto Sakata (Aprilia)                                                               | Jorge Martínez (Yamaha)                                                               | Kazuto Sakata (Aprilia)                                                               | Kazuto Sakata (Aprilia)                                                               |
| 4       | 1994 | Shah Alam | 250 cm³                               | Max Biaggi (Aprilia)                                                                  | Tadayuki Okada (Honda)                                                                | Loris Capirossi (Honda)                                                               | Max Biaggi (Aprilia)                                                                  | Max Biaggi (Aprilia)                                                                  |
| 4       | 1994 | Shah Alam | 500 cm³                               | Mick Doohan (Honda)                                                                   | John Kocinski (Cagiva)                                                                | Shin’ichi Itō (Honda)                                                                 | John Kocinski (Cagiva)                                                                | Mick Doohan (Honda)                                                                   |
|         |      |           |                                       |                                                                                       |                                                                                       |                                                                                       |                                                                                       |                                                                                       |
| 5       | 1995 | Shah Alam | 125 cm³                               | Garry McCoy (Honda)                                                                   | Stefano Perugini (Aprilia)                                                            | Akira Saitō (Honda)                                                                   | Haruchika Aoki (Honda)                                                                | Stefano Perugini (Aprilia)                                                            |
| 5       | 1995 | Shah Alam | 250 cm³                               | Max Biaggi (Aprilia)                                                                  | Tetsuya Harada (Yamaha)                                                               | Tadayuki Okada (Honda)                                                                | Max Biaggi (Aprilia)                                                                  | Max Biaggi (Aprilia)                                                                  |
| 5       | 1995 | Shah Alam | 500 cm³                               | Mick Doohan (Honda)                                                                   | Daryl Beattie (Suzuki)                                                                | Àlex Crivillé (Honda)                                                                 | Mick Doohan (Honda)                                                                   | Mick Doohan (Honda)                                                                   |
|         |      |           |                                       |                                                                                       |                                                                                       |                                                                                       |                                                                                       |                                                                                       |
| 6       | 1996 | Shah Alam | 125 cm³                               | Stefano Perugini (Aprilia)                                                            | Haruchika Aoki (Honda)                                                                | Peter Öttl (Aprilia)                                                                  | Kazuto Sakata (Aprilia)                                                               | Emilio Alzamora (Honda)                                                               |
| 6       | 1996 | Shah Alam | 250 cm³                               | Max Biaggi (Aprilia)                                                                  | Tetsuya Harada (Yamaha)                                                               | Luis d’Antin (Honda)                                                                  | Max Biaggi (Aprilia)                                                                  | Max Biaggi (Aprilia)                                                                  |
| 6       | 1996 | Shah Alam | 500 cm³                               | Luca Cadalora (Honda)                                                                 | Alex Barros (Honda)                                                                   | Carlos Checa (Honda)                                                                  | Tadayuki Okada (Honda)                                                                | Tadayuki Okada (Honda)                                                                |
|         |      |           |                                       |                                                                                       |                                                                                       |                                                                                       |                                                                                       |                                                                                       |
| 7       | 1997 | Shah Alam | 125 cm³                               | Valentino Rossi (Aprilia)                                                             | Kazuto Sakata (Aprilia)                                                               | Noboru Ueda (Honda)                                                                   | Valentino Rossi (Aprilia)                                                             | Valentino Rossi (Aprilia)                                                             |
| 7       | 1997 | Shah Alam | 250 cm³                               | Max Biaggi (Honda)                                                                    | Tetsuya Harada (Aprilia)                                                              | Olivier Jacque (Honda)                                                                | Max Biaggi (Honda)                                                                    | Max Biaggi (Honda)                                                                    |
| 7       | 1997 | Shah Alam | 500 cm³                               | Mick Doohan (Honda)                                                                   | Àlex Crivillé (Honda)                                                                 | Nobuatsu Aoki (Honda)                                                                 | Tadayuki Okada (Honda)                                                                | Mick Doohan (Honda)                                                                   |
|         |      |           |                                       |                                                                                       |                                                                                       |                                                                                       |                                                                                       |                                                                                       |
| 8       | 1998 | Johor     | 125 cm³                               | Noboru Ueda (Honda)                                                                   | Mirko Giansanti (Honda)                                                               | Tomomi Manako (Honda)                                                                 | Noboru Ueda (Honda)                                                                   | Masao Azuma (Honda)                                                                   |
| 8       | 1998 | Johor     | 250 cm³                               | Tetsuya Harada (Aprilia)                                                              | Tōru Ukawa (Honda)                                                                    | Olivier Jacque (Honda)                                                                | Jürgen Fuchs (Aprilia)                                                                | Valentino Rossi (Aprilia)                                                             |
| 8       | 1998 | Johor     | 500 cm³                               | Mick Doohan (Honda)                                                                   | Carlos Checa (Honda)                                                                  | Max Biaggi (Honda)                                                                    | Mick Doohan (Honda)                                                                   | Mick Doohan (Honda)                                                                   |
|         |      |           |                                       |                                                                                       |                                                                                       |                                                                                       |                                                                                       |                                                                                       |
| 9       | 1999 | Sepang    | 125 cm³                               | Masao Azuma (Honda)                                                                   | Emilio Alzamora (Honda)                                                               | Gianluigi Scalvini (Aprilia)                                                          | Arnaud Vincent (Aprilia)                                                              | Emilio Alzamora (Honda)                                                               |
| 9       | 1999 | Sepang    | 250 cm³                               | Loris Capirossi (Honda)                                                               | Tōru Ukawa (Honda)                                                                    | Shin’ya Nakano (Yamaha)                                                               | Valentino Rossi (Aprilia)                                                             | Loris Capirossi (Honda)                                                               |
| 9       | 1999 | Sepang    | 500 cm³                               | Kenny Roberts jr. (Suzuki)                                                            | Carlos Checa (Yamaha)                                                                 | Àlex Crivillé (Honda)                                                                 | John Kocinski (Honda)                                                                 | Mick Doohan (Honda)                                                                   |
|         |      |           |                                       |                                                                                       |                                                                                       |                                                                                       |                                                                                       |                                                                                       |
| 10      | 2000 | Sepang    | 125 cm³                               | Roberto Locatelli (Aprilia)                                                           | Yōichi Ui (Derbi)                                                                     | Mirko Giansanti (Honda)                                                               | Noboru Ueda (Honda)                                                                   | Mirko Giansanti (Honda)                                                               |
| 10      | 2000 | Sepang    | 250 cm³                               | Shin’ya Nakano (Yamaha)                                                               | Olivier Jacque (Yamaha)                                                               | Daijirō Katō (Honda)                                                                  | Tōru Ukawa (Honda)                                                                    | Shin’ya Nakano (Yamaha)                                                               |
| 10      | 2000 | Sepang    | 500 cm³                               | Kenny Roberts junior (Suzuki)                                                         | Carlos Checa (Yamaha)                                                                 | Garry McCoy (Yamaha)                                                                  | Kenny Roberts junior (Suzuki)                                                         | Kenny Roberts junior (Suzuki)                                                         |
|         |      |           |                                       |                                                                                       |                                                                                       |                                                                                       |                                                                                       |                                                                                       |
| 11      | 2001 | Sepang    | 125 cm³                               | Yōichi Ui (Derbi)                                                                     | Manuel Poggiali (Gilera)                                                              | Lucio Cecchinello (Aprilia)                                                           | Toni Elías (Honda)                                                                    | Yōichi Ui (Derbi)                                                                     |
| 11      | 2001 | Sepang    | 250 cm³                               | Daijirō Katō (Honda)                                                                  | Tetsuya Harada (Aprilia)                                                              | Fonsi Nieto (Aprilia)                                                                 | Daijirō Katō (Honda)                                                                  | Daijirō Katō (Honda)                                                                  |
| 11      | 2001 | Sepang    | 500 cm³                               | Valentino Rossi (Honda)                                                               | Loris Capirossi (Honda)                                                               | Garry McCoy (Yamaha)                                                                  | Loris Capirossi (Honda)                                                               | Valentino Rossi (Honda)                                                               |
|         |      |           |                                       |                                                                                       |                                                                                       |                                                                                       |                                                                                       |                                                                                       |
| 12      | 2002 | Sepang    | 125 cm³                               | Arnaud Vincent (Aprilia)                                                              | Lucio Cecchinello (Aprilia)                                                           | Dani Pedrosa (Honda)                                                                  | Arnaud Vincent (Aprilia)                                                              | Lucio Cecchinello (Aprilia)                                                           |
| 12      | 2002 | Sepang    | 250 cm³                               | Fonsi Nieto (Aprilia)                                                                 | Toni Elías (Aprilia)                                                                  | Roberto Rolfo (Honda)                                                                 | Fonsi Nieto (Aprilia)                                                                 | Fonsi Nieto (Aprilia)                                                                 |
| 12      | 2002 | Sepang    | MotoGP                                | Max Biaggi (Yamaha)                                                                   | Valentino Rossi (Honda)                                                               | Alex Barros (Honda)                                                                   | Alex Barros (Honda)                                                                   | Max Biaggi (Yamaha)                                                                   |
|         |      |           |                                       |                                                                                       |                                                                                       |                                                                                       |                                                                                       |                                                                                       |
| 13      | 2003 | Sepang    | 125 cm³                               | Dani Pedrosa (Honda)                                                                  | Mika Kallio (KTM)                                                                     | Jorge Lorenzo (Derbi)                                                                 | Jorge Lorenzo (Derbi)                                                                 | Casey Stoner (Aprilia)                                                                |
| 13      | 2003 | Sepang    | 250 cm³                               | Toni Elías (Aprilia)                                                                  | Manuel Poggiali (Aprilia)                                                             | Fonsi Nieto (Aprilia)                                                                 | Toni Elías (Aprilia)                                                                  | Toni Elías (Aprilia)                                                                  |
| 13      | 2003 | Sepang    | MotoGP                                | Valentino Rossi (Honda)                                                               | Sete Gibernau (Honda)                                                                 | Max Biaggi (Honda)                                                                    | Valentino Rossi (Honda)                                                               | Valentino Rossi (Honda)                                                               |
|         |      |           |                                       |                                                                                       |                                                                                       |                                                                                       |                                                                                       |                                                                                       |
| 14      | 2004 | Sepang    | 125 cm³                               | Casey Stoner (KTM)                                                                    | Andrea Dovizioso (Honda)                                                              | Álvaro Bautista (Aprilia)                                                             | Andrea Dovizioso (Honda)                                                              | Casey Stoner (KTM)                                                                    |
| 14      | 2004 | Sepang    | 250 cm³                               | Dani Pedrosa (Honda)                                                                  | Sebastián Porto (Aprilia)                                                             | Toni Elías (Honda)                                                                    | Sebastián Porto (Aprilia)                                                             | Dani Pedrosa (Honda)                                                                  |
| 14      | 2004 | Sepang    | MotoGP                                | Valentino Rossi (Yamaha)                                                              | Max Biaggi (Honda)                                                                    | Alex Barros (Honda)                                                                   | Valentino Rossi (Yamaha)                                                              | Valentino Rossi (Yamaha)                                                              |
|         |      |           |                                       |                                                                                       |                                                                                       |                                                                                       |                                                                                       |                                                                                       |
| 15      | 2005 | Sepang    | 125 cm³                               | Thomas Lüthi (Honda)                                                                  | Mika Kallio (KTM)                                                                     | Mattia Pasini (Aprilia)                                                               | Thomas Lüthi (Honda)                                                                  | Gábor Talmácsi (KTM)                                                                  |
| 15      | 2005 | Sepang    | 250 cm³                               | Casey Stoner (Aprilia)                                                                | Alex De Angelis (Aprilia)                                                             | Sebastián Porto (Aprilia)                                                             | Hiroshi Aoyama (Honda)                                                                | Casey Stoner (Aprilia)                                                                |
| 15      | 2005 | Sepang    | MotoGP                                | Loris Capirossi (Ducati)                                                              | Valentino Rossi (Yamaha)                                                              | Carlos Checa (Ducati)                                                                 | Loris Capirossi (Ducati)                                                              | Nicky Hayden (Honda)                                                                  |
|         |      |           |                                       |                                                                                       |                                                                                       |                                                                                       |                                                                                       |                                                                                       |
| 16      | 2006 | Sepang    | 125 cm³                               | Álvaro Bautista (Aprilia)                                                             | Mika Kallio (KTM)                                                                     | Héctor Faubel (Aprilia)                                                               | Álvaro Bautista (Aprilia)                                                             | Álvaro Bautista (Aprilia)                                                             |
| 16      | 2006 | Sepang    | 250 cm³                               | Jorge Lorenzo (Aprilia)                                                               | Andrea Dovizioso (Honda)                                                              | Alex De Angelis (Aprilia)                                                             | Héctor Barberá (Aprilia)                                                              | Hiroshi Aoyama (KTM)                                                                  |
| 16      | 2006 | Sepang    | MotoGP                                | Valentino Rossi (Yamaha)                                                              | Loris Capirossi (Ducati)                                                              | Dani Pedrosa (Honda)                                                                  | Valentino Rossi (Yamaha)                                                              | Loris Capirossi (Ducati)                                                              |
|         |      |           |                                       |                                                                                       |                                                                                       |                                                                                       |                                                                                       |                                                                                       |
| 17      | 2007 | Sepang    | 125 cm³                               | Gábor Talmácsi (Aprilia)                                                              | Tomoyoshi Koyama (KTM)                                                                | Héctor Faubel (Aprilia)                                                               | Héctor Faubel (Aprilia)                                                               | Gábor Talmácsi (Aprilia)                                                              |
| 17      | 2007 | Sepang    | 250 cm³                               | Hiroshi Aoyama (KTM)                                                                  | Héctor Barberá (Aprilia)                                                              | Jorge Lorenzo (Aprilia)                                                               | Hiroshi Aoyama (KTM)                                                                  | Hiroshi Aoyama (KTM)                                                                  |
| 17      | 2007 | Sepang    | MotoGP                                | Casey Stoner (Ducati)                                                                 | Marco Melandri (Honda)                                                                | Dani Pedrosa (Honda)                                                                  | Dani Pedrosa (Honda)                                                                  | Casey Stoner (Ducati)                                                                 |
|         |      |           |                                       |                                                                                       |                                                                                       |                                                                                       |                                                                                       |                                                                                       |
| 18      | 2008 | Sepang    | 125 cm³                               | Gábor Talmácsi (Aprilia)                                                              | Bradley Smith (Aprilia)                                                               | Simone Corsi (Aprilia)                                                                | Andrea Iannone (Aprilia)                                                              | Sandro Cortese (Aprilia)                                                              |
| 18      | 2008 | Sepang    | 250 cm³                               | Álvaro Bautista (Aprilia)                                                             | Hiroshi Aoyama (KTM)                                                                  | Marco Simoncelli (Gilera)                                                             | Hiroshi Aoyama (KTM)                                                                  | Álvaro Bautista (Aprilia)                                                             |
| 18      | 2008 | Sepang    | MotoGP                                | Valentino Rossi (Yamaha)                                                              | Dani Pedrosa (Honda)                                                                  | Andrea Dovizioso (Honda)                                                              | Dani Pedrosa (Honda)                                                                  | Valentino Rossi (Yamaha)                                                              |
|         |      |           |                                       |                                                                                       |                                                                                       |                                                                                       |                                                                                       |                                                                                       |
| 19      | 2009 | Sepang    | 125 cm³                               | Julián Simón (Aprilia)                                                                | Bradley Smith (Aprilia)                                                               | Pol Espargaró (Derbi)                                                                 | Marc Márquez (KTM)                                                                    | Bradley Smith (Aprilia)                                                               |
| 19      | 2009 | Sepang    | 250 cm³                               | Hiroshi Aoyama (Honda)                                                                | Héctor Barberá (Aprilia)                                                              | Marco Simoncelli (Gilera)                                                             | Hiroshi Aoyama (Honda)                                                                | Hiroshi Aoyama (Honda)                                                                |
| 19      | 2009 | Sepang    | MotoGP                                | Casey Stoner (Ducati)                                                                 | Dani Pedrosa (Honda)                                                                  | Valentino Rossi (Yamaha)                                                              | Valentino Rossi (Yamaha)                                                              | Valentino Rossi (Yamaha)                                                              |
|         |      |           |                                       |                                                                                       |                                                                                       |                                                                                       |                                                                                       |                                                                                       |
| 20      | 2010 | Sepang    | 125 cm³                               | Marc Márquez (Derbi)                                                                  | Pol Espargaró (Derbi)                                                                 | Nicolás Terol (Aprilia)                                                               | Marc Márquez (Derbi)                                                                  | Marc Márquez (Derbi)                                                                  |
| 20      | 2010 | Sepang    | Moto2                                 | Roberto Rolfo (Suter)                                                                 | Alex De Angelis (Motobi)                                                              | Andrea Iannone (Speed Up)                                                             | Julián Simón (Suter)                                                                  | Julián Simón (Suter)                                                                  |
| 20      | 2010 | Sepang    | MotoGP                                | Valentino Rossi (Yamaha)                                                              | Andrea Dovizioso (Honda)                                                              | Jorge Lorenzo (Yamaha)                                                                | Jorge Lorenzo (Yamaha)                                                                | Valentino Rossi (Yamaha)                                                              |
|         |      |           |                                       |                                                                                       |                                                                                       |                                                                                       |                                                                                       |                                                                                       |
| 21      | 2011 | Sepang    | 125 cm³                               | Maverick Viñales (Aprilia)                                                            | Sandro Cortese (Aprilia)                                                              | Johann Zarco (Derbi)                                                                  | Nicolás Terol (Aprilia)                                                               | Nicolás Terol (Aprilia)                                                               |
| 21      | 2011 | Sepang    | Moto2                                 | Thomas Lüthi (Suter)                                                                  | Stefan Bradl (Kalex)                                                                  | Pol Espargaró (FTR)                                                                   | Thomas Lüthi (Suter)                                                                  | Stefan Bradl (Kalex)                                                                  |
| 21      | 2011 | Sepang    | MotoGP                                | Rennabbruch nach Sturz von Marco Simoncelli, Rennen aus dem Terminkalender gestrichen | Rennabbruch nach Sturz von Marco Simoncelli, Rennen aus dem Terminkalender gestrichen | Rennabbruch nach Sturz von Marco Simoncelli, Rennen aus dem Terminkalender gestrichen | Rennabbruch nach Sturz von Marco Simoncelli, Rennen aus dem Terminkalender gestrichen | Rennabbruch nach Sturz von Marco Simoncelli, Rennen aus dem Terminkalender gestrichen |
|         |      |           |                                       |                                                                                       |                                                                                       |                                                                                       |                                                                                       |                                                                                       |
| 22      | 2012 | Sepang    | Moto3                                 | Sandro Cortese (KTM)                                                                  | Zulfahmi Khairuddin (KTM)                                                             | Jonas Folger (Kalex-KTM)                                                              | Zulfahmi Khairuddin (KTM)                                                             | Zulfahmi Khairuddin (KTM)                                                             |
| 22      | 2012 | Sepang    | Moto2                                 | Alex De Angelis (Speed Up)                                                            | Anthony West (FTR)                                                                    | Gino Rea (Suter)                                                                      | Pol Espargaró (Kalex)                                                                 | Hafizh Syahrin (FTR)                                                                  |
| 22      | 2012 | Sepang    | MotoGP                                | Dani Pedrosa (Honda)                                                                  | Jorge Lorenzo (Yamaha)                                                                | Casey Stoner (Honda)                                                                  | Jorge Lorenzo (Yamaha)                                                                | Dani Pedrosa (Honda)                                                                  |
|         |      |           |                                       |                                                                                       |                                                                                       |                                                                                       |                                                                                       |                                                                                       |
| 23      | 2013 | Sepang    | Moto3                                 | Luis Salom (KTM)                                                                      | Álex Rins (KTM)                                                                       | Miguel Oliveira (Mahindra)                                                            | Luis Salom (KTM)                                                                      | Miguel Oliveira (Mahindra)                                                            |
| 23      | 2013 | Sepang    | Moto2                                 | Esteve Rabat (Kalex)                                                                  | Pol Espargaró (Kalex)                                                                 | Thomas Lüthi (Suter)                                                                  | Esteve Rabat (Kalex)                                                                  | Mika Kallio (Kalex)                                                                   |
| 23      | 2013 | Sepang    | MotoGP                                | Dani Pedrosa (Honda)                                                                  | Marc Márquez (Honda)                                                                  | Jorge Lorenzo (Yamaha)                                                                | Marc Márquez (Honda)                                                                  | Marc Márquez (Honda)                                                                  |
|         |      |           |                                       |                                                                                       |                                                                                       |                                                                                       |                                                                                       |                                                                                       |
| 24      | 2014 | Sepang    | Moto3                                 | Efrén Vázquez (Honda)                                                                 | Jack Miller (KTM)                                                                     | Álex Rins (Honda)                                                                     | Jack Miller (KTM)                                                                     | Álex Rins (Honda)                                                                     |
| 24      | 2014 | Sepang    | Moto2                                 | Maverick Viñales (Kalex)                                                              | Mika Kallio (Kalex)                                                                   | Esteve Rabat (Kalex)                                                                  | Esteve Rabat (Kalex)                                                                  | Mika Kallio (Kalex)                                                                   |
| 24      | 2014 | Sepang    | MotoGP                                | Marc Márquez (Honda)                                                                  | Valentino Rossi (Yamaha)                                                              | Jorge Lorenzo (Yamaha)                                                                | Marc Márquez (Honda)                                                                  | Marc Márquez (Honda)                                                                  |
|         |      |           |                                       |                                                                                       |                                                                                       |                                                                                       |                                                                                       |                                                                                       |
| 25      | 2015 | Sepang    | Moto3                                 | Miguel Oliveira (KTM)                                                                 | Brad Binder (KTM)                                                                     | Jorge Navarro (Honda)                                                                 | Niccolò Antonelli (Honda)                                                             | Brad Binder (KTM)                                                                     |
| 25      | 2015 | Sepang    | Moto2                                 | Johann Zarco (Kalex)                                                                  | Thomas Lüthi (Kalex)                                                                  | Jonas Folger (Kalex)                                                                  | Thomas Lüthi (Kalex)                                                                  | Thomas Lüthi (Kalex)                                                                  |
| 25      | 2015 | Sepang    | MotoGP                                | Dani Pedrosa (Honda)                                                                  | Jorge Lorenzo (Yamaha)                                                                | Valentino Rossi (Yamaha)                                                              | Dani Pedrosa (Honda)                                                                  | Jorge Lorenzo (Yamaha)                                                                |
|         |      |           |                                       |                                                                                       |                                                                                       |                                                                                       |                                                                                       |                                                                                       |
| 26      | 2016 | Sepang    | Moto3                                 | Francesco Bagnaia (Mahindra)                                                          | Jakub Kornfeil (Honda)                                                                | Bo Bendsneyder (KTM)                                                                  | Brad Binder (KTM)                                                                     | Joan Mir (KTM)                                                                        |
| 26      | 2016 | Sepang    | Moto2                                 | Johann Zarco (Kalex)                                                                  | Franco Morbidelli (Kalex)                                                             | Jonas Folger (Kalex)                                                                  | Johann Zarco (Kalex)                                                                  | Luca Marini (Kalex)                                                                   |
| 26      | 2016 | Sepang    | MotoGP                                | Andrea Dovizioso (Ducati)                                                             | Valentino Rossi (Yamaha)                                                              | Jorge Lorenzo (Yamaha)                                                                | Andrea Dovizioso (Ducati)                                                             | Andrea Dovizioso (Ducati)                                                             |
|         |      |           |                                       |                                                                                       |                                                                                       |                                                                                       |                                                                                       |                                                                                       |
| 27      | 2017 | Sepang    | Moto3                                 | Joan Mir (Honda)                                                                      | Jorge Martín (Honda)                                                                  | Enea Bastianini (Honda)                                                               | Joan Mir (Honda)                                                                      | Adam Norrodin (Honda)                                                                 |
| 27      | 2017 | Sepang    | Moto2                                 | Miguel Oliveira (KTM)                                                                 | Brad Binder (KTM)                                                                     | Franco Morbidelli (Kalex)                                                             | Franco Morbidelli (Kalex)                                                             | Miguel Oliveira (KTM)                                                                 |
| 27      | 2017 | Sepang    | MotoGP                                | Andrea Dovizioso (Ducati)                                                             | Jorge Lorenzo (Ducati)                                                                | Johann Zarco (Yamaha)                                                                 | Dani Pedrosa (Honda)                                                                  | Andrea Dovizioso (Ducati)                                                             |
|         |      |           |                                       |                                                                                       |                                                                                       |                                                                                       |                                                                                       |                                                                                       |
| 28      | 2018 | Sepang    | Moto3                                 | Jorge Martín (Honda)                                                                  | Lorenzo Dalla Porta (Honda)                                                           | Enea Bastianini (Honda)                                                               | Jorge Martín (Honda)                                                                  | Jorge Martín (Honda)                                                                  |
| 28      | 2018 | Sepang    | Moto2                                 | Luca Marini (Kalex)                                                                   | Miguel Oliveira (KTM)                                                                 | Francesco Bagnaia (Kalex)                                                             | Álex Márquez (Kalex)                                                                  | Luca Marini (Kalex)                                                                   |
| 28      | 2018 | Sepang    | MotoGP                                | Marc Márquez (Honda)                                                                  | Álex Rins (Suzuki)                                                                    | Johann Zarco (Yamaha)                                                                 | Marc Márquez (Honda)                                                                  | Álex Rins (Suzuki)                                                                    |
|         |      |           |                                       |                                                                                       |                                                                                       |                                                                                       |                                                                                       |                                                                                       |
| 29      | 2019 | Sepang    | Moto3                                 | Lorenzo Dalla Porta (Honda)                                                           | Sergio García (Honda)                                                                 | Jaume Masiá (KTM)                                                                     | Marcos Ramírez (Honda)                                                                | Marcos Ramírez (Honda)                                                                |
| 29      | 2019 | Sepang    | Moto2                                 | Brad Binder (KTM)                                                                     | Álex Márquez (Kalex)                                                                  | Thomas Lüthi (Kalex)                                                                  | Álex Márquez (Kalex)                                                                  | Álex Márquez (Kalex)                                                                  |
| 29      | 2019 | Sepang    | MotoGP                                | Maverick Viñales (Yamaha)                                                             | Marc Márquez (Honda)                                                                  | Andrea Dovizioso (Ducati)                                                             | Fabio Quartararo (Yamaha)                                                             | Valentino Rossi (Yamaha)                                                              |
|         |      |           |                                       |                                                                                       |                                                                                       |                                                                                       |                                                                                       |                                                                                       |
| –       | 2020 | Sepang    | Abgesagt wegen der COVID-19-Pandemie. | Abgesagt wegen der COVID-19-Pandemie.                                                 | Abgesagt wegen der COVID-19-Pandemie.                                                 | Abgesagt wegen der COVID-19-Pandemie.                                                 | Abgesagt wegen der COVID-19-Pandemie.                                                 | Abgesagt wegen der COVID-19-Pandemie.                                                 |
|         |      |           |                                       |                                                                                       |                                                                                       |                                                                                       |                                                                                       |                                                                                       |
| –       | 2021 | Sepang    | Abgesagt wegen der COVID-19-Pandemie. | Abgesagt wegen der COVID-19-Pandemie.                                                 | Abgesagt wegen der COVID-19-Pandemie.                                                 | Abgesagt wegen der COVID-19-Pandemie.                                                 | Abgesagt wegen der COVID-19-Pandemie.                                                 | Abgesagt wegen der COVID-19-Pandemie.                                                 |
|         |      |           |                                       |                                                                                       |                                                                                       |                                                                                       |                                                                                       |                                                                                       |
| 30      | 2022 | Sepang    | Moto3                                 | John McPhee (Husqvarna)                                                               | Ayumu Sasaki (Husqvarna)                                                              | Sergio García (GasGas)                                                                | Dennis Foggia (Honda)                                                                 | Ayumu Sasaki (Husqvarna)                                                              |
| 30      | 2022 | Sepang    | Moto2                                 | Tony Arbolino (Kalex)                                                                 | Alonso López (Kalex)                                                                  | Jake Dixon (Kalex)                                                                    | Ai Ogura (Kalex)                                                                      | Tony Arbolino (Kalex)                                                                 |
| 30      | 2022 | Sepang    | MotoGP                                | Francesco Bagnaia (Ducati)                                                            | Enea Bastianini (Ducati)                                                              | Fabio Quartararo (Yamaha)                                                             | Jorge Martín (Ducati)                                                                 | Jorge Martín (Ducati)                                                                 |

Rekordsieger Fahrer: Valentino Rossi (7)

### Liste der tödlich verunglückten Rennfahrer
| Fahrer           | Sterbedatum      | Klasse |
| ---------------- | ---------------- | ------ |
| Marco Simoncelli | 23. Oktober 2011 | MotoGP |

## Verweise